# Call of Duty: Modern Warfare (2019)
Call of Duty: Modern Warfare — відеогра, шутер від першої особи, яка розробляється Infinity Ward і була випущена Activision. Це шістнадцята основна гра в серії Call of Duty, а також «м'який перезапуск» підсерії Modern Warfare. Випуск відбувся 25 жовтня 2019 року для Microsoft Windows, PlayStation 4 і Xbox One.
Гра є в реалістичному і сучасному сетингу. Вперше в історії франшизи, Call of Duty: Modern Warfare підтримує кросплатформовий мультиплеєр. Activision також підтвердила, що традиційного сезонного пропуска не буде, що дозволить компанії поширювати безкоштовний контент після запуску гри.
Modern Warfare отримала високу оцінку за геймплей, кампанію, багатокористувацьку гру та графіку. Критика зосереджувалася на розкритті теми кампанії, зокрема на зображенні російських військових, а також на питаннях балансу в багатокористувацькому режимі. Продовження під назвою Modern Warfare II вийшло у 2022 році.

## Ігровий процес
Одиночна кампанія Modern Warfare зосереджена на реалізмі та матиме моральний вибір, який базується на тактиці, після чого гравець оцінюється та йому присвоюються досягнення в кінці кожного рівня; Гравцям доведеться швидко з'ясувати, чи є загроза від NPC чи ні, наприклад, цивільна жінка, яка, як вважають, тягнеться до зброї, але потім просто хапає дитину з ліжечка. Цей показник побічного збитку, який називається оцінкою загрози, ґрунтується на тому, скільки цивільних осіб гравець травмує або вбиває і коливається від рангів від А до F. Нагороди вводяться тим, у кого кращі досягнення. Діалог персонажів буде відрізнятися залежно від вибору гравця у грі. Також включені тактичні рішення, такі, коли гравець, який використовує снайперську гвинтівку на великих відстаннях для виконання цілей у нелінійному порядку, табір запалення вогнів або використання окулярів нічного бачення під час зачищення.
Багатокористувацький режим був перероблений, щоб забезпечити більш тактичний ігровий процес, включаючи фокус на дослідженні карти та режимі «Реалізм», який видаляє HUD(інтерфейс). Міні-карту було видалено на користь маркера в стилі компаса, з візуальними підказками для виявлення друзів та опонентів. Мультиплеєр також пропонує повернення Killstreaks (винагороди на основі вбивства), в той час як останні тайтли Call of Duty використовували Scorestreaks (нагороди на основі зароблених очок). Онлайн-режими дозволяють взаємодіяти з більшим спектром гравців у межах карти, ніж попередні частини, причому новий режим під назвою «Ground War» містить понад 100 гравців, в той час як інший новий режим, «Gunfight», ставить двох гравців один проти одного в невеликих матчах тривалістю сорок секунд на раунд. Гра включає в себе розгалужену систему налаштування зброї, яка представляє більшість гармат з діапазоном до 60 вкладень на вибір (п'ять з яких можуть бути обладнані в будь-який час). Вступ на початку багатокористувацьких матчів також було оновлено; в той час, як у попередніх частинах гравці залишатимуться нерухомо на карті, оскільки таймер відлічує до нуля, гравців замість цього перевезуть у зону бою як частину різних анімацій.
Modern Warfare стане першою грою в серії з 2013 року Call of Duty: Ghosts, що не має режиму зомбі, а замість нього є кооперативний режим «Spec Ops», який раніше був присутній у Call of Duty: Modern Warfare 2 та Call of Duty. : Modern Warfare 3.Режим Spec Ops ділиться своєю розповіддю як з кампанією, так і з мультиплеєром. Цей режим буде включати режим виживання, який був присутній в Modern Warfare 3, але є ексклюзивним до випуску PlayStation 4 до жовтня 2020 року.

## Сюжет
Modern Warfare буде «Повною тривожних, реалістичних та емоційних моментів», порівнюючи її з тематичними елементами суперечливої місії «No Russian» з "Call of Duty: Modern Warfare 2. Сюжет міститиме уніфіковану розповідь у режимах кампанії, кооперативу та кількох гравців.

## Персонажі
У грі буде показано повернення капітана Прайса (його зобразив Баррі Слоун, а не Біллі Мюррей, який раніше його озвучував) з попередніх ігор Modern Warfare; проте персонаж був перезавантажений. Один з лиходіїв — російський негідник, натхненник полковника Апокаліпсису зараз, Курца.
Гравець керує сержантом столичної поліції Кайлом Гарріком (Елліот Найт), колишнім офіцером британської армії; Алексом (Чад Майкл Коллінз), співробітником ЦРУ; та Фарою Карім (Клавдія Думіт), лідером бойовиків повстанців.

## Розробка
Гра була розроблена Infinity Ward після вступу в 2016 з Infinite Warfare та продовження традиції франшизи в «трирічному циклі розвитку». Beenox, Raven Software і High Moon Studios забезпечили додаткову розробку. У грі використовується абсолютно новий двигун для цієї серії, що дозволяє використовувати більш детальні середовища, вдосконалену фотограмметрію та візуалізацію, кращу об'ємну освітленість та використання трасування променів. 30 травня було оприлюднено офіційний трейлер гри та дату виходу. За словами директора оповіді Тейлора Куросакі, капітан Прайс буде представлений у відтвореному оповіданні, «коли події в попередній часовій шкалі сучасної війни не відбулися».
Художній керівник студії Джоел Емслі описав розповідь гри як «набагато дорослішу і зрілу», розроблену для того, щоб викликати більш інтимну та емоційну реакцію у гравців через зображення конфлікту на основі сучасних подій (таких як теракти в Лондоні та Сирійська громадянська війна), а не сподівання оригінальної трилогії на бомбастичні постановки. Режисер геймплейної кампанії Джейкоб Мінкофф висловив бажання про те, щоб відеоігри пішли далі, вивчаючи інакше традиційно табуйовані теми в середовищі, зазначивши, що телесеріали та фільми, такі як «Батьківщина», «Американський снайпер» та «Сікаріо» розповіли «релевантні, реалістичні, та провокаційні історії» які дійсно торкаються людей ".Щоб уникнути неточної розповіді подібних історій, консультантів було залучено з різних культур; наприклад, конфлікт, пов'язаний із Близьким Сходом у грі, розташований у вигаданій країні Урзікстан, а не на основі конкретного місця реального життя. Половину гри було описано як таку, що має морально складний вибір, і розповідь призвела до того, що кілька гравців плакали.
Деякі суперечливі аспекти гри були вилучені до її виходу, оскільки розробники не знали, наскільки потенційний емоційний дискомфорт вони хочуть завдати; сюди входила лінія, в якій російський солдат розмірковує, передаючи полонену дівчину своєму командиру, натякаючи тим самим на педофілію.

## Рецензія

### Прес-реліз
Після попереднього перегляду на E3 2019, гра спровокувала певну суперечку у відповідь на реалізацію в ній реалістичних та зрілих речей, як-от представлення дітей-солдатів та можливість стріляти в цивільне населення (включаючи немовлят). Бен «Yahtzee» Croshaw з журналу «Ескапіст» описував демонстрацію ігрового процесу як «п'ятнадцять хвилин холодного інтенсивного нещадного вбивства», і IGN вважає, що це найрізноманітніша гра події.
Інші критики також давали неоднозначні оцінки. Згадуючи минулі успіхи відеоігор як засобу для надання соціальних коментарів щодо війни та конфліктів, таких як Spec Ops: The Line, This War of Mine та Call of Duty 4: Modern Warfare, Емма Кент з Eurogamer критикувала рівень, у якому гравець контролює дитячого солдата, що, як вона відчула, зачіпало недоречно чутливі теми і надмірно драматизувало насильство в битві з босом, створюючи «франкенштеївський, дисонансний безлад». Кент описала інший рівень, що передбачає операцію з прихованим захопленням всередині будівлі, як наголос на «важкій руці» на уникненні цивільних пошкоджень, хоча похвалила за «гарне дослідження того, як терористи вбудовуються в цивільні громади». Кейд Ондер GameZone аналогічно прокоментував уникнення цивільних проблем та рівень з дитиною солдатом, заявивши, що першому не вистачало напруги, оскільки був присутній лише один цивільний, тим самим лише надаючи ілюзію вибору, а ,порівнюючи другий з Spec Ops: The Line, Ондер розмірковував над тим, чи вбивство багатьох мирних жителів призведе до кінця гри, спричинить лудонаративний дисонанс, і як лінійність гри може завадити їй досягти своїх амбіцій.
Багатокористувацьку бета-версію гри у вересні 2019 року було вилучено з невідомих причин з PlayStation Store в Росії. Видатна теорія стверджує, що це тому, що російські ЗМІ, а також представники російського уряду, критично ставилися до сприятливого зображення ігрової кампанії «Білих шоломів» — добровольчої організації, яка діє в районах, контрольованих опозицією Сирії. У жовтні 2019 року Sony оголосила, що Modern Warfare не буде продаватися в PlayStation Store в Росії.

### Суперечка щодо білого фосфору
Гру критикували за включення білого фосфору як механіки ігрового процесу в багатокористувацьку групу. Використання білого фосфору суворо регулюється міжнародним правом. Положення Женевських конвенцій забороняють використовувати запальну зброю проти цивільних, або поблизу їхніх районів.
У своїй заяві до IGN колишній морський піхотинець США Джон Фіппс критикував гру за те, що не реалістично зображено наслідки війни, кажучи: "Я вважаю, що використання Modern Warfare як убивчої нагороди — це коротке прославлення того, що я та інші вважаємо порушенням законів збройного конфлікту. Всупереч загальним цілям, спрямованим на реалізм у своїй кампанії, багатокористувацький режим в CoD не відображає ефекту білого фосфору на людський організм реалістичним чином. Я не заперечую проти дослідження таких речей, як WP (білий фосфор) в іграх, до тих пір, поки ми не будемо зображати їх такими, якими вони є насправді ".

## Нотатки
1. ↑  Додаткова робота Raven Software і Beenox